# Women’s Flat Track Derby Association
Die Women’s Flat Track Derby Association (kurz: WFTDA) ist ein internationaler Sportverband für weibliche Roller-Derby-Vereine bzw. -Ligen. Der Verband ist in Raleigh, North Carolina als gemeinnützige Organisation eingetragen. Laut ihrer Satzung fördert die WFTDA „den Sport des Frauen-Flat-Track-Roller-Derby durch Unterstützung der Entwicklung von Athletik, Sportsgeist und Wohlwollen seiner Mitgliedsvereine“ und ihr Leitsatz lautet „von den Skatern für die Skater“. Voraussetzung für eine Mitgliedschaft ist, dass jede Mitgliedsorganisation, egal von welcher Rechtsform oder Struktur, mehrheitlich unter Leitung und im Besitz von Sportlerinnen ist.

## Geschichte
Die Organisation wurde 2004 als United Leagues Council (ULC) gegründet. 2005 kamen zwanzig Flat-Track-Roller-Derby-Ligen zum ersten ULC-Treffen in Chicago zusammen, um die Prinzipien, Standards und Ziele des Sportverbandes auszuarbeiten. Durch einen ihrer Beschlüsse wurde die ULC im November 2005 in Women’s Flat Track Derby Association umbenannt.
Im September 2007 wurde die WFTDA als Mitglied in den Dachverband USA Roller Sports (USARS) aufgenommen und entsandte Delegierte in den Vorstand (USARS Board of Directors). Seit 2008 ermöglicht die WFTDA ihren Mitgliedern Zugang zu Unfall- und Haftpflichtversicherungen.
2009 wurde mit Montreal Roller Derby aus Kanada die erste außerhalb der USA angesiedelte Roller-Derby-Liga Vollmitglied der WFTDA, und 2012 wurde mit Bear City Roller Derby aus Berlin die erste kontinentaleuropäische Liga Vollmitglied.

## Mitglieder
Die derzeit 453 Vollmitglieder des Verbandes (Stand 2021) sind in Argentinien, Australien, Belgien, Brasilien, Chile, Dänemark, Deutschland, Finnland, Frankreich, Großbritannien, Island, Irland, Japan, Kanada, Kolumbien, in den Niederlanden, Neuseeland, Norwegen, Österreich, Peru, Polen, Portugal, Schweden, Schweiz, Spanien, Südafrika, Tschechien und in den USA angesiedelt.

### Regionen
Anfänglich hatte die WFTDA ausschließlich US-amerikanische Mitglieder, die in die zwei Regionen East und West (mit Trennlinie am Mississippi River) aufgeteilt wurden. 2009 stellte der stark gewachsene und nunmehr international agierende Verband den Betrieb auf vier Regionen um, die für Vereine bzw. Ligen aus aller Welt offen sind. 2015 verteilten sie sich folgendermaßen:
- East – östliche Staaten der USA, östliche Provinzen Kanadas, Europa[9]
- North Central – nördliche Staaten der USA und die kanadische Provinz Ontario[10]
- South Central – südliche Staaten der USA und Kolumbien[11]
- West – westliche Staaten der USA, westliche Provinzen Kanadas, Australien[12] und Japan[13]

## Divisions
WFTDA Mitglieder werden neunmal pro Jahr gerankt, um sie schließlich in Divisions (Spielklassen) einzuteilen. Sie müssen im Jahr mindestens drei offizielle Spiele gegen gleichwertige Gegner spielen, um am Ende einer Wettbewerbssaison im Jahresranking zu erscheinen. Die 40 besten Vereine/Ligen spielen in der Division 1 (D1), die nächstbesten 60 in der Division 2 (D2) und alle übrigen in der Division 3 (D3).
In der D1 spielten 2015 neben 35 US-amerikanischen Teams drei kanadische, ein englisches und ein australisches.

## Play-off-Turniere und Championship
Im Herbst finden in den vier Regionen Playoff-Turniere statt. Die WFTDA-Mitglieder müssen in den vorangegangenen Monaten des Jahres mindestens drei offizielle Spiele gegen gleichwertige Gegner gespielt und ihre sonstigen Spielauflagen erfüllt haben, um auf die Turnierliste zu kommen. Die Teams aus D1 und D2 treten in getrennten Ausscheiden an. Aus den zehn besten Teams jeder Region (und Division) werden die drei stärksten ermittelt. Diese treten im Anschluss beim WFTDA Championship Turnier gegen die Gewinner der jeweils anderen drei Regionen an, um das beste Team der Association (Weltmeister) zu ermitteln.

### Gewinner der Championships (D1)
| Jahr | Liga                          | ansässig in               |
| ---- | ----------------------------- | ------------------------- |
| 2006 | Texas Rollergirls             | Austin (Texas), USA       |
| 2007 | Kansas City Roller Warriors   | Kansas City, USA          |
| 2008 | Gotham Girls Roller Derby     | New York City, USA        |
| 2009 | Oly Rollers                   | Olympia (Washington), USA |
| 2010 | Rocky Mountain Rollergirls    | Denver (Colorado), USA    |
| 2011 | Gotham Girls Roller Derby     | New York City, USA        |
| 2012 | Gotham Girls Roller Derby     | New York City, USA        |
| 2013 | Gotham Girls Roller Derby     | New York City, USA        |
| 2014 | Gotham Girls Roller Derby     | New York City, USA        |
| 2015 | Rose City Rollers             | Portland (Oregon), USA    |
| 2016 | Rose City Rollers             | Portland (Oregon), USA    |
| 2017 | Victorian Roller Derby League | Melbourne, Australien     |
| 2018 | Rose City Rollers             | Portland (Oregon), USA    |
| 2019 | Rose City Rollers             | Portland (Oregon), USA    |
| 2020 | —                             |                           |

### Hydra Trophy
Seit 2008 erhält der Gewinner der Championships die Hydra Trophy. In fünf (von seither sieben) Championships holte Gotham Girls Roller Derby den stählernen Rollschuh nach New York City. Der Pokal ist benannt nach der Skaterin Hydra (aka Jennifer Wilson), die eine Mitbegründerin des ULC und die erste Präsidentin der WFTDA (2005–2007) war.